# HD205117
HD205117 — хімічно пекулярна зоря спектрального класу A0, що має видиму зоряну величину в смузі V приблизно  7,6.
Вона  розташована на відстані близько 865,1 світлових років від Сонця.

## Пекулярний хімічний склад
Зоряна атмосфера HD205117 має підвищений вміст 
Si
.